# Gymnosporia woodii
Gymnosporia woodii là một loài thực vật có hoa trong họ Dây gối. Loài này được Szyszyl. mô tả khoa học đầu tiên năm 1888.